# Хаймрад Бекер (награда)
Литературната награда „Хаймрад Бекер“ (на немски: Heimrad-Bäcker-Preis) е учредена през 2003 г. от австрийския писател и издател Хаймрад Бекер с приходите от продажбата на книжовното му наследство в литературния архив на Австрийската национална библиотека.
Присъжда се ежегодно като главна награда (в размер на 8000 €) и поощрителна награда (в размер на 3500 €).
Удостояват се автори, „чието творчество е свързано с естетическите изисквания на поредицата edition neue texte, издавана от Хаймрад Бекер“.
След 2016 г. се присъжда и „Нойе тексте награда за есеистика“ за значителна литературно-есеистична творба.

## Носители на наградата
- 2003
  - Франц Йозеф Чернин
  - Хансйорг Цаунер (поощрение)
- 2004
  - Анзелм Глюк
  - Улф Щолтерфот (поощрение)
- 2005
  - Гунди Файрер
  - Томас Рааб (поощрение)
- 2006
  - Фердинанд Шмац
  - Щефен Поп (поощрение)
- 2007
  - Елфриде Герстл
  - Кевин Венеман (поощрение)
- 2008
  - Валтрауд Зайдлхофер
  - Моника Ринк (поощрение)
  - Лиза Шпалт (поощрение)
- 2009
  - Хеплепт Й. Виммер
  - Флориан Нойнер (поощрение)
- 2010
  - Бригита Фалкнер
  - Аня Утлер (поощрение)
- 2011
  - Улф Щолтерфот
  - Петра Коронато (поощрение)
- 2012 
  - Урс Алеман
  - Кристиан Филипс (поощрение)
- 2013 
  - Кристиан Щайнбахер[1]
  - Норлерт Ланге (поощрение)
- 2014 
  - Паул Вюр[2]
  - Андреа Винклер (поощрение)
- 2015
  - Моника Ринк
  - Михаел Хамершмид (поощрение)
- 2016
  - Аня Утлер
  - Дагмар Краус (поощрение)

- 2017
  - Бодо Хел
  - Мара Геншел (поощрение)
- 2018
  - Петер Уотърхаус
  - Hanne Römer (поощрение)